# Джемма Гіббонс
Джемма Гіббонс  (англ. Gemma Gibbons, 6 січня 1987) — британська дзюдоїстка, олімпійська медалістка.

## Виступи на Олімпіадах
| Олімпіада   | Дисципліна           | Місце |
| ----------- | -------------------- | ----- |
| Лондон 2012 | напівважка категорія | 2     |